# Momotarou: Umi no Shinpei
Momotarou: Umi no Shinpei (яп. 桃太郎 海の神兵, Момотаро: Умі но сімпей, «Момотаро — божественний моряк») — один з перших повнометражних японських анімаційних фільмів (за іншими джерелами — перший). Це пригодницьке аніме зняв режисер Міцуйо Сео під час Другої світової війни з метою пропаганди, на замовлення Міністерства флоту Японії. В сюжеті йдеться про героїчні операції японських морських піхотинців зі звільнення Індонезії та Малайзії від американців. Momotarou: Umi no Shinpei є сиквелом іншого аніме Міцуйо Сео — Momotarou no Umiwashi, знятого у 1943 році. Продюсером був Тадахіто Мотінага. Аніме виготовлене на студії Shochiku у 1944 році, на екрани вийшло 12 квітня 1945. В аніме присутні музичні сцени, до прикладу в одному з епізодів японські моряки навчають місцевих мешканців говорити за допомогою пісні «Пісні АІУЕО» (яп. アイウエオの歌, АІУЕО но ута).
Тривалий час Momotarou: Umi no Shinpei вважався втраченим під час окупації Японії, однак в 1984 році компанія Shochiku знайшла його копію.